# Ablabio
Flavio Ablabio  (m. 338) fue un militar y político romano de origen griego del siglo IV.

## Origen y familia
Ablabio nació en la isla de Creta, en el seno de una familia que no era aristocrática. Un sacerdote egipcio profetizó a su madre cuando estaba embarazada de él que daría a luz a un niño que casi sería un emperador. No se sabe la identidad de sus padres o si tenía hermanos. Además, se desconoce el nombre de su esposa con la que tuvo dos hijos: Olimpia de Armenia y Seleuco.

## Carrera pública
Se enroló en el ejército y llegó a ser uno de los oficiales del gobernador de Creta. En algún momento, dejó la isla y marchó a Constantinopla para hacer fortuna. Teniendo en cuenta sus antecedentes provincianos, se mostró partidario del emperador Constantino I. Así, llegó a obtener gran influencia sobre él y se convirtió en uno de los senadores más importantes del Imperio oriental. Fue tutor y preceptor de Constancio II, el hijo de Constantino. En el pedestal de una estatua que Constantino se erigió en Antioquía en el año 336, se nombra a Ablabio con otros senadores.
Su carrera política estuvo centrada en Antioquía. Ejerció el cargo de vicario de la diócesis de Asia y ocupó la prefectura del pretorio de Oriente desde el año 329 al 337/338, periodo durante el cual también sirvió de cónsul (331). En el año 333, Constantino le envió una carta en la que ordenaba que en un juicio cada una de las partes podía apelar a la opinión de un obispo. Algún tiempo antes del año 337, Ablabio convenció al emperador de que el fracaso en la llegada de los suministros de grano a Constantinopla se debía a las artes mágicas del sabio pagano Sópatro de Apamea, quien anteriormente había criticado a Constantino y a Ablabio por su comportamiento disoluto. El emperador, siguiendo el consejo de Ablabio, ejecutó a Sópatro.
Tras la muerte de Constantino (337), Ablabio se puso de parte de Anastasio de Alejandría, partidario del credo niceno, que tenía poderosos enemigos en la corte proarriana de Constancio. Debido a este apoyo, el emperador expulsó a Ablabio que se retiró a sus propiedades de Bitinia. En el año 338, acusado de querer usurpar el trono, fue ejecutado delante de su casa por orden de Constancio. Sus propiedades de Constantinopla pertenecieron después a Gala Placidia.
Fue uno de los pocos orientales que ocuparon altos cargos por todo el Imperio, estando activo tanto en el sector oriental como en el occidental del Estado romano.